# Еритрейська сивіла (Мікеланджело)
«Еритрейська сивіла» (італ. La Sibilla Eritrea) — фреска із зображенням Еритрейської сивіли Мікеланджело Буонарроті на стелі Сикстинської капели (Ватикан), створена ним близько 1508 —1510 років.

## Опис
Еритрейська сивіла сидить на троні і перегортає сторінку книги, тоді як один із путто намагається запалити світильника, а інший протирає очі. Вона багато одягнена, у неї дивна зачіска, яка додає до відчуття «сонної» композиції чи трансу. Очі одного із мармурових хлопчиків зліва над її троном виглядають переляканими, що може натякати на її пророцтво про прихід Спасителя.
У Британському музеї зберігається етюд Мікеланджело до цієї фрески — загальна схема розміщення фігури збереглася, але складки одягу на фресці є простішими.
Вазарі описує Еритрейську сивілу, протиставляючи її «Перській сивілі»[а]:
|  | (…) Тримаючи книгу на відстані, вона хоче перегорнути сторінку і, поклавши ногу на ногу, зосередилася, поважно обдумуючи, що саме написати, поки хлопчик, що стоїть ззаду, запалить їй світильник, роздмухуючи вогонь. Ця сивіла надзвичайно гарна обличчям, зачіскою, красою одягу; також прекрасні, як інші частини фігури, її голі аж до пліч руки. |

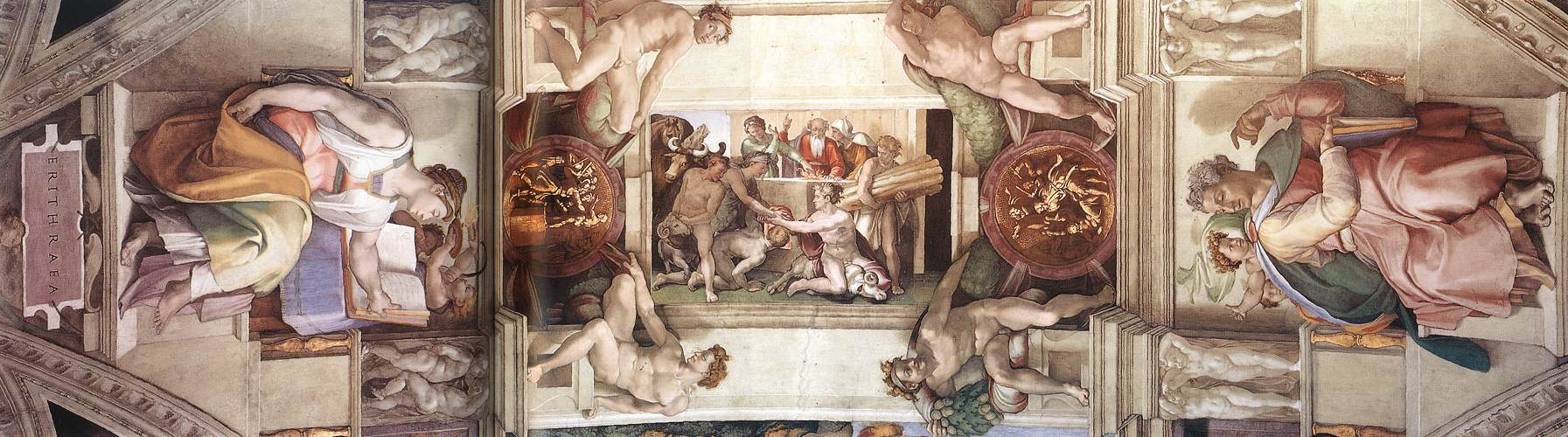
«Еритрейська сивіла» розміщена біля фрески «Жертва Ноя»
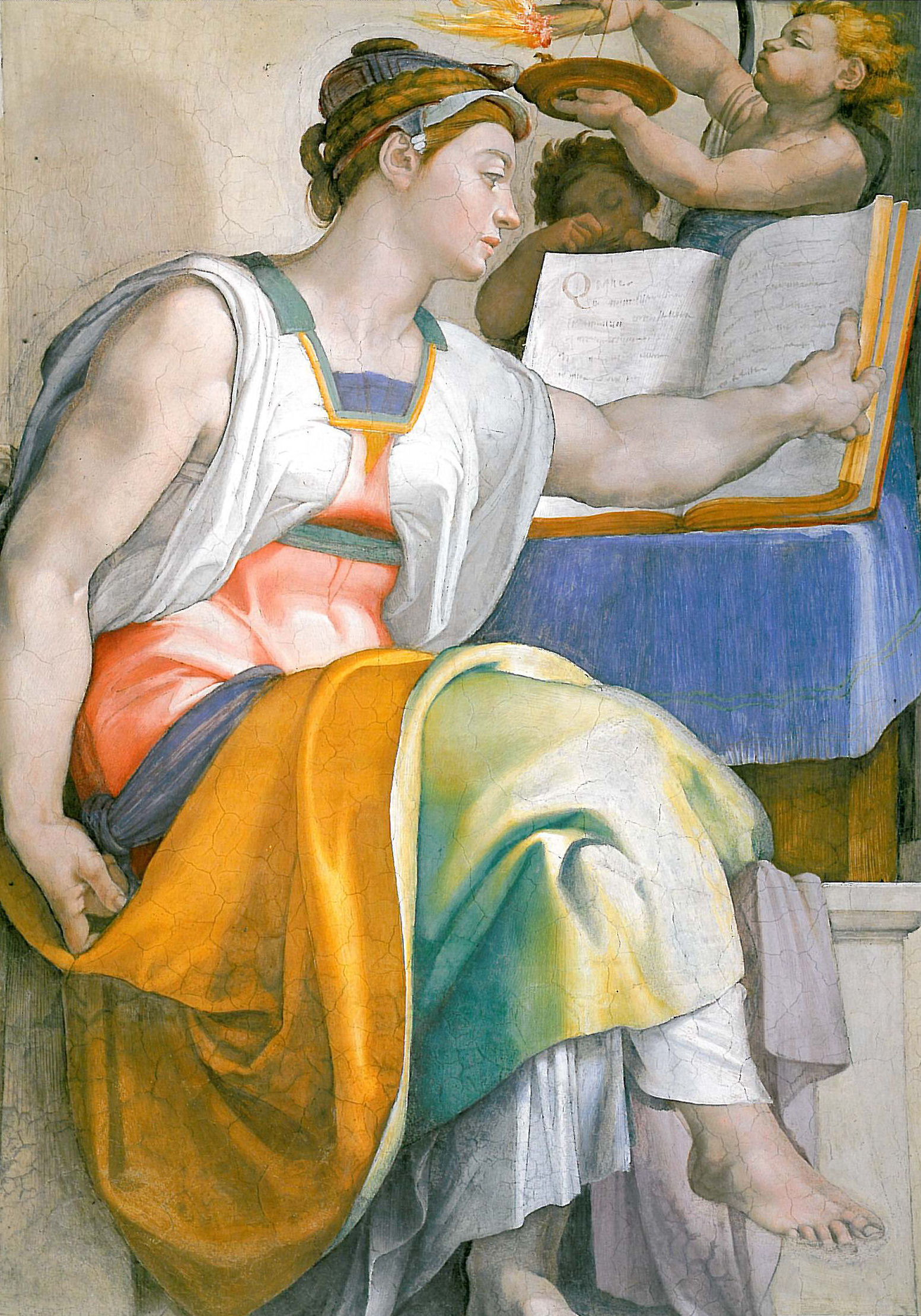
«Еритрейська сивіла». Деталь
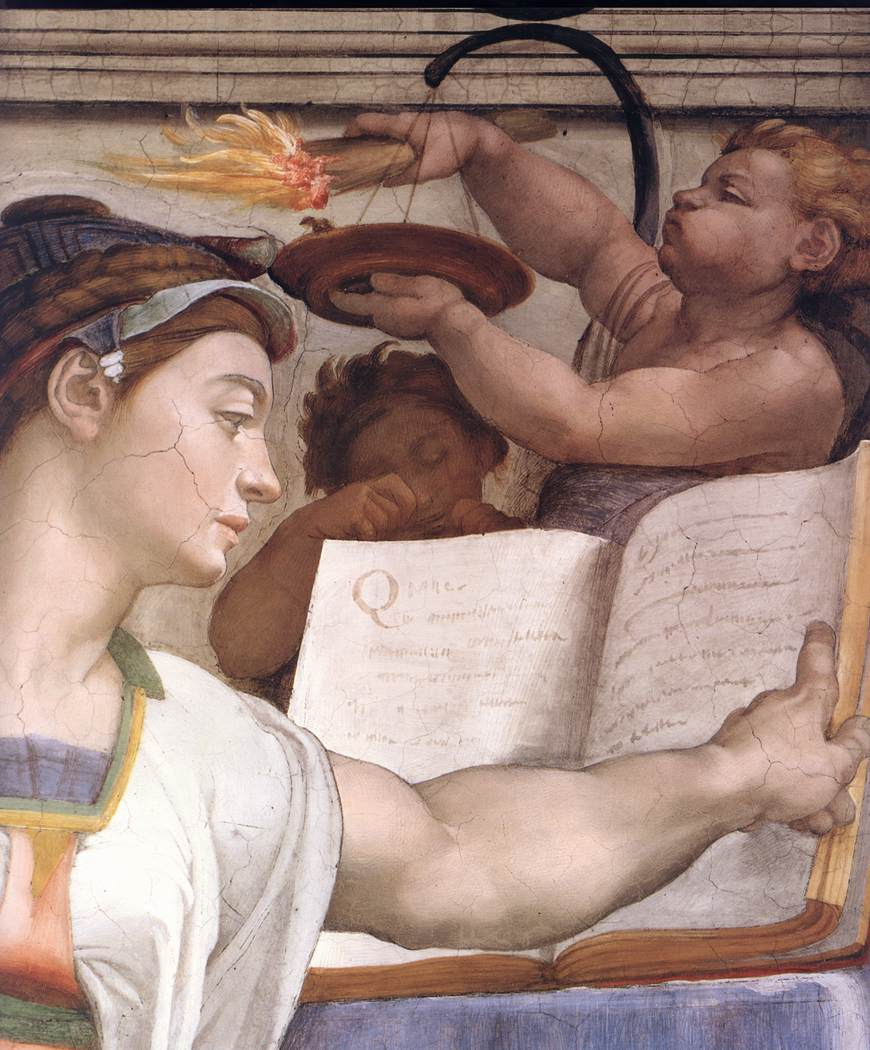
«Еритрейська сивіла». Деталь
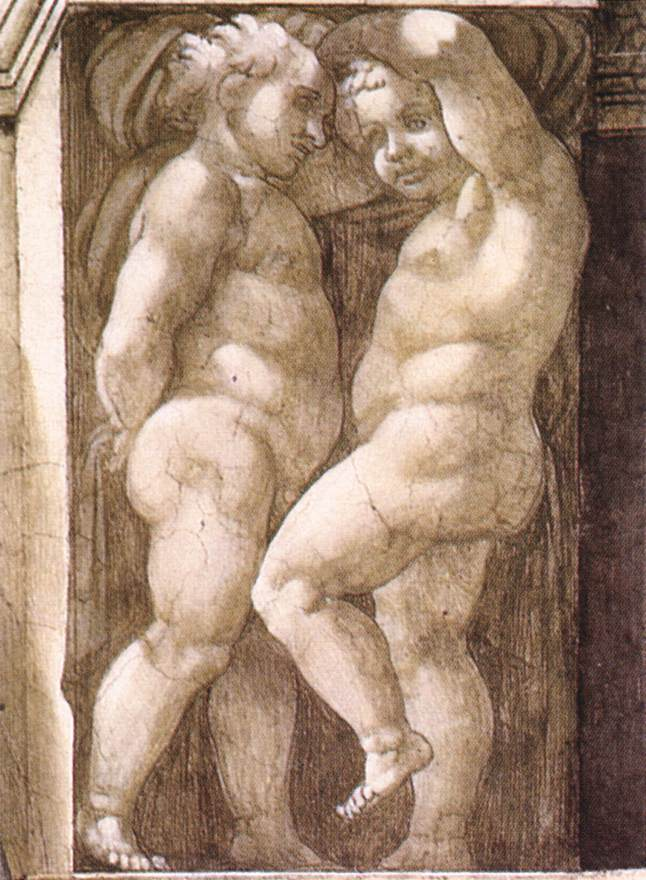
«Еритрейська сивіла». Деталь
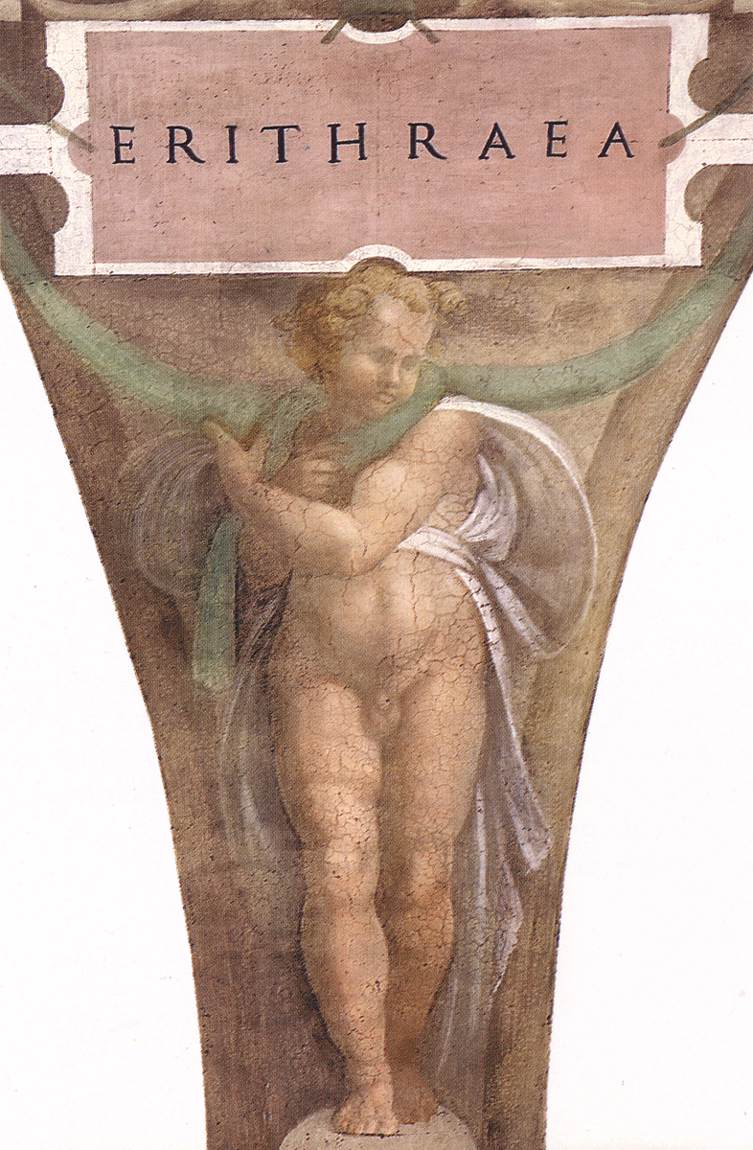
«Еритрейська сивіла». Деталь
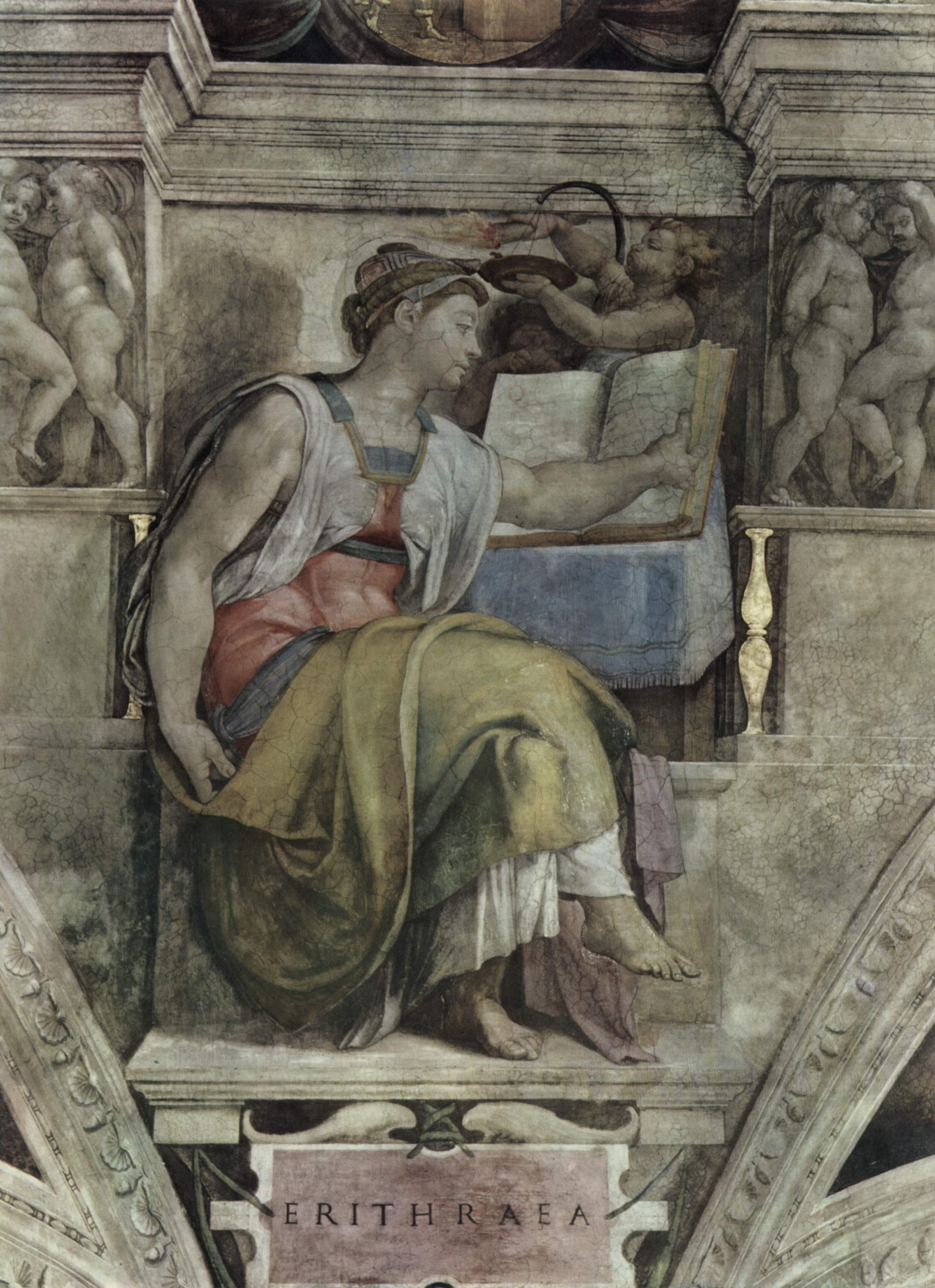
Фреска до реставрації
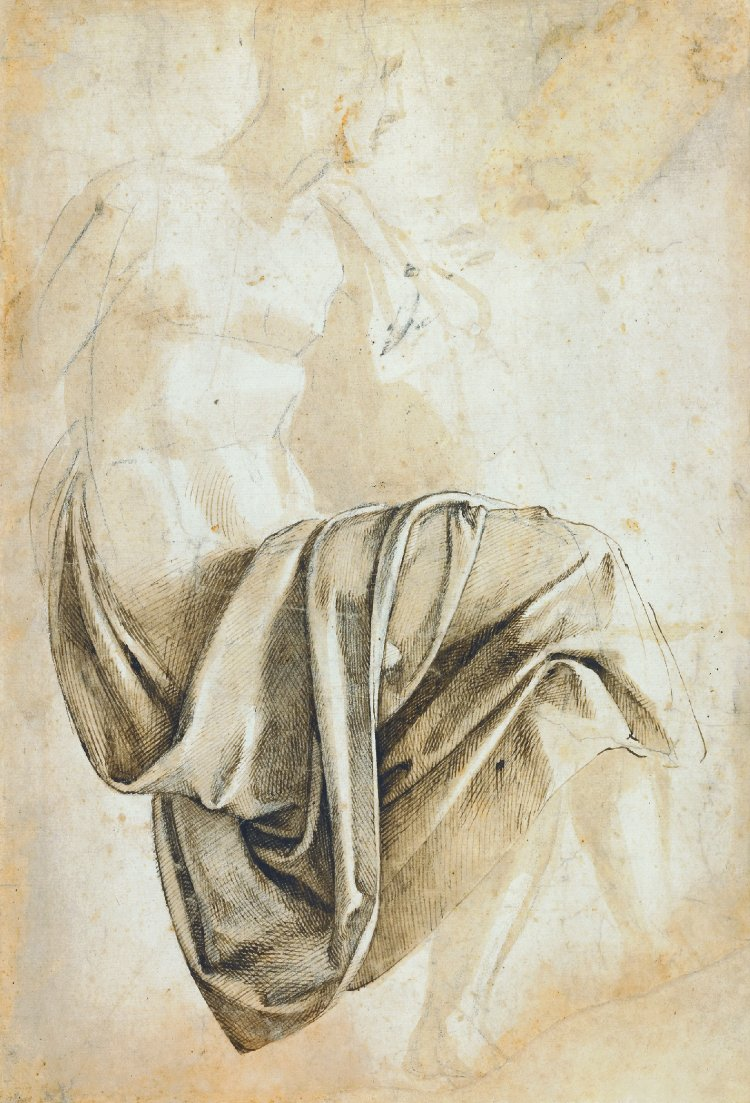
Етюди до фрески

## Виноски
1. 1 2  The Erythraean Sibyl. wga.hu. Архів оригіналу за 9 лютого 2019. Процитовано 09.02.2019.
2. ↑  Study for the drapery of the Erythraean Sibyl. britishmuseum.org. Архів оригіналу за 9 лютого 2019. Процитовано 09.02.2019.
3. ↑  Вазарі, 1970, с. 334.
4. ↑  Вазарі, 1970, с. 502.